# Asphodeline sertachiae
Asphodeline sertachiae är en grästrädsväxtart som beskrevs av Tuzlaci. Asphodeline sertachiae ingår i släktet junkerliljor, och familjen grästrädsväxter. Inga underarter finns listade i Catalogue of Life.